# David Gemmell
David Andrew Gemmell (Londra, 1º agosto 1948 – 28 luglio 2006) è stato uno scrittore britannico.

## Carriera
È considerato uno dei più autorevoli scrittori di fantasy britannici, conosciuto soprattutto per la Saga dei Drenai, un ciclo heroic fantasy composto da undici romanzi pubblicati nell'arco di vent'anni, a partire da La leggenda dei Drenai del 1984 fino a Le spade del giorno e della notte del 2004. Ha pubblicato anche vari romanzi autonomi e quattro saghe di minor ampiezza, tutte caratterizzate da un impianto di fantasy storico: il Ciclo delle Sipstrassi (1987-1994) è articolato fra una trilogia fanta-western, una dilogia arturiana, e una dilogia di ambientazione ellenistica; il Ciclo dei Rigante (1998-2002) in quattro volumi si svolge in un paese immaginario modellato sulla Britannia celtica e mette in scena eventi analoghi sia all'invasione romana sia a quella anglosassone; il Ciclo della Regina Guerriera (1997) prende spunto dalla storia del regno di Scozia e dalle leggende delle Highlands; infine, il Ciclo di Troia (2005-2007) è una rinarrazione in prosa dell'Iliade che attinge anche al resto del ciclo troiano.
È morto il 28 luglio 2006, a due settimane da un'operazione chirurgica per l'impianto di un bypass; l'autore aveva lasciato incompiuto il terzo romanzo del Ciclo di Troia, ultimato postumo dalla vedova Stella Gemmell.

## Opere
Per ogni testo si indica la prima edizione nell'originale inglese e l'eventuale prima traduzione in lingua italiana. Le serie di romanzi interconnessi sono elencate cronologicamente, in base alla data di pubblicazione del primo episodio di ogni ciclo.

### Ciclo dei Drenai
1. La leggenda dei Drenai (Legend), Century, 1984. Traduzione di Annarita Guarnieri, Fantacollana 86, Editrice Nord, 1989.
2. Le spade dei Drenai (The King Beyond the Gate), Century, 1985. Traduzione di Annarita Guarnieri, Fantacollana 83, Editrice Nord, 1988.
3. Waylander dei Drenai (Waylander), Century, 1986. Traduzione di Annarita Guarnieri, Fantacollana 101, Editrice Nord, 1991.
4. L'ultimo eroe dei Drenai (Quest for Lost Heroes), Legend, 1990. Traduzione di Annarita Guarnieri, Fantacollana 108, Editrice Nord, 1992.
5. Il lupo dei Drenai (In the Realm of the Wolf), Legend, 1992. Traduzione di Annarita Guarnieri, Fantacollana 124, Editrice Nord, 1994.
6. La leggenda di Druss (The First Chronicles of Druss the Legend), Legend, 1993. Traduzione di Annarita Guarnieri, Fantacollana 132, Editrice Nord, 1995. Raccolta di quattro romanzi brevi inediti:
  - Nascita di una Leggenda (Birth of a Legend)
  - Il Demone dell'Ascia (The Demon in the Axe)
  - Il Guerriero del Caos (The Chaos Warrior)
  - Druss la Leggenda (Druss the Legend)
7. L'impeto dei Drenai (The Legend of Deathwalker), Bantam Books UK, 1996. Traduzione di Nicola Gianni, Il Libro d'Oro 110, Fanucci Editore, 1999.
8. Guerrieri d'inverno (Winter Warriors), Bantam Books UK, 1997. Traduzione di Nicola Gianni, Il Libro d'Oro 102, Fanucci Editore, 1998.
9. L'eroe nell'ombra (Hero in the Shadows), Bantam Books UK, 2000. Traduzione di Paola Cartoceti, Il Libro d'Oro 136, Fanucci Editore, 2002.
10. Il lupo bianco (White Wolf), Bantam Books UK, 2003. Traduzione di Fabio Grano, Collezione Immaginario. Fantasy 17, Fanucci Editore, 2005.
11. Le spade del giorno e della notte (The Swords of Night and Day), Bantam Press, 2004. Traduzione di Gabriele Giorgi, Collezione Immaginario. Fantasy 47, Fanucci Editore, 2009.

### Ciclo delle Sipstrassi
Consiste di tre diverse serie fra loro autonome, che si svolgono in epoche diverse della stessa cronologia. L'elenco segue l'ordine di pubblicazione, che è esattamente l'inverso dell'ordine cronologico interno (Parmenione, Re Artù, John Shannow).

#### Ciclo di John Shannow
1. Un lupo nell'ombra (Wolf in Shadow), Century, 1987. Traduzione di Annarita Guarnieri, Fantacollana 97, Editrice Nord, 1990.
2. L'ultimo dei guardiani (The Last Guardian), Legend, 1989. Traduzione di Annarita Guarnieri, Fantacollana 105, Editrice Nord, 1991.
3. Le pietre del potere (Bloodstone), Legend, 1994. Traduzione di Annarita Guarnieri, Fantacollana 155, Editrice Nord, 1997.

La trilogia è stata riunita per la prima volta nell'omnibus The Complete Chronicles of the Jerusalem Man, Legend, 1995.

#### Ciclo di Re Artù
1. Il re dei fantasmi (Ghost King), Century, 1988. Traduzione di Annarita Guarnieri, Fantacollana 116, Editrice Nord, 1993.
2. L'ultima spada del potere (Last Sword of Power), Legend, 1988. Traduzione di Annarita Guarnieri, Fantacollana 121, Editrice Nord, 1993.

La dilogia è stata riunita per la prima volta nell'omnibus Stones of Power: Omnibus, Orbit, 2014.

#### Ciclo di Parmenione
1. Il leone di Macedonia (Lion of Macedon), Legend, 1990. Traduzione di Annarita Guarnieri, Narrativa Nord 32, Editrice Nord, 1993.
2. Il principe nero (Dark Prince), Legend, 1991. Traduzione di Annarita Guarnieri, Narrativa Nord 42, Editrice Nord, 1994.

### Ciclo della Regina Guerriera (Hawk Queen)
1. La regina guerriera (Ironhand's Daughter), Legend, 1995. Traduzione di Nicola Gianni, Fantacollana 148, Editrice Nord, 1997.
2. La regina delle Highland (The Hawk Eternal), Legend, 1995. Traduzione di Luca Landoni, Fantacollana 152, Editrice Nord, 1997.

La dilogia è stata riunita per la prima volta nell'omnibus Hawk Queen: Omnibus, Orbit, 2014. Una raccolta analoga era già apparsa in traduzione italiana come La saga della regina guerriera delle Highland, Narrativa Nord 136, Editrice Nord, 2000.

### Ciclo dei Rigante
1. Spada nella tempesta (Sword in the Storm), Bantam Books UK, 1998. Traduzione di Nicola Gianni, Il Libro d'Oro 122, Fanucci Editore, 2000.
2. Falco di mezzanotte (The Midnight Falcon), Bantam Books UK, 1999. Traduzione di Nicola Gianni, Il Libro d'Oro 127, Fanucci Editore, 2000.
3. Cuore di Corvo (Ravenheart), Bantam Books UK, 2001. Traduzione di Nicola Gianni, Il Libro d'Oro 141, Fanucci Editore, 2003.
4. Cavalca la tempesta (Stormrider), Bantam Books UK, 2002. Traduzione di Nicola Gianni, Il Libro d'Oro 144, Fanucci Editore, 2004.

### Ciclo di Troia
1. Il signore di Troia (Troy: The Lord of the Silver Bow), Bantam Australia, 2005. Traduzione di Luciana Crepax, Edizioni Piemme, 2006.
2. L'ombra di Troia (Troy: Shield of Thunder), Bantam Press, 2006. Traduzione di Luciana Crepax e Gabriella Tonzar, Edizioni Piemme, 2007.
3. La caduta dei re (Troy: The Fall of Kings), Bantam Press, 2007. Traduzione di Nicolina Pomilio, Edizioni Piemme, 2008. Completato postumo da Stella Gemmell.

### Romanzi autoconclusivi
- The Lost Crown, Hutchinson Children's Books, 1989. Romanzo per l'infanzia.
- I cavalieri dei Gabala (Knights of Dark Renown), Legend, 1989. Traduzione di Annarita Guarnieri, Fantacollana 128, Editrice Nord, 1994.
- La spada delle Highland (Morningstar), Legend, 1992. Traduzione di Annarita Guarnieri, Fantacollana 138, Editrice Nord, 1996.
- White Knight Black Swan, Arrow Books, 1993. Prima edizione sotto lo pseudonimo di Ross Harding.
- La perla nera (Dark Moon), Bantam Books UK, 1996. Traduzione di Nicola Gianni, Il Libro d'Oro 101, Fanucci Editore, 1998.
- Eco del grande canto (Echoes of the Great Song), Bantam Books UK, 1997. Traduzione di Paola Cartoceti, Il Libro d'Oro 115, Fanucci Editore, 1999.
- Rhyming Rings, composto in data imprecisata e pubblicato postumo da Victor Gollancz, 2017.